# Scapulaseius sottoi
Scapulaseius sottoi är en spindeldjursart som först beskrevs av Schicha och Corpuz-Raros 1992.  Scapulaseius sottoi ingår i släktet Scapulaseius och familjen Phytoseiidae. Inga underarter finns listade i Catalogue of Life.